# Limnius volckmari
Limnius volckmari là một loài bọ cánh cứng trong họ Elmidae. Loài này được Panzer miêu tả khoa học năm 1793.